# Бразильский национализм

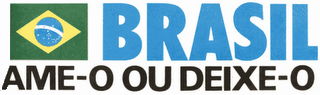
Бразилия: люби её или покинь её — националистический лозунг военной диктатуры после 1964.

Бразильский национализм — националистическая идеология, а также общественно-политическое движение бразильцев. Развился во время провозглашения независимости Бразилии, в XIX веке.

## История
Изначально Бразилия была колонией Португалии, основанной во время португальской колонизации Америки. Формирование бразильского национализма связывается либо с основанием Бразилии, либо с исследованиями бандейрантов, либо с южноамериканским театром голландско-португальской войны в XVII веке. Тем не менее, считается, что первые сильные националистические настроения появились лишь в XIX веке: у бразильской колониальной олигархии развивались враждебность к португальским властям.
В 1822 году была провозглашена независимость Бразилии. После обретения независимости бразильский национализм сохранил свои антипортугальские настроения. Исследователь Реззути считает, что лузофобия сыграла большую роль в событиях, приведших к отречению Педру I от престола. Монарх якобы заявил, что бразильский народ отвергает его из-за того, что он португалец, и провозгласил: «У моего сына есть преимущество передо мной: он бразилец, и бразильцы благоволят ему». Эти настроения позднее переросли в также антибританские и антииспанские взгляды, особенно против Аргентины, Парагвая и Уругвая.
Антипортугальские настроения также привели к расширению использования французского языка в ущерб португальскому. Литературный национализм начал проявляться в 1840-х годах с произведений Жозе де Аленкара, который использовал французские литературные модели.
В 1932 году было основано движение бразильских интегралистов, во многом заимствовавшим черты итальянских фашистов. Движение, однако, не было расистским, приняло лозунг «Единение для всех рас и народов» и принимало представителей всех рас. Интегралисты исповедовали бразильский национализм в контексте разнородной и терпимой нации под влиянием христианской морали.